# Dyrlewci
Dyrlewci (bułg. Дърлевци) – wieś w Bułgarii, w obwodzie Wielkie Tyrnowo, w gminie Elena. W 2024 roku liczyła 2 mieszkańców. Dyrlewci położona jest na obszarze półgórskim, u podnóża na północ od Starej Płaniny, na wysokości od 480 do 550 metrów.                                                   

## Geografia
Mała wioska Dyrlewci, nazwana na cześć rodziny Dyrlevi, położona jest niemal na grzbiecie pasma przedbałkańskiego, 9 km na północ od miasta Eleny i 8 km w linii prostej na południe od miasta Złotnik. Można do niego dojechać z Eleny przez wieś Blaskovtsi – wieś. 

## Historia
Pierwotnie osada znajdowała się wokół łąki na obszarze oznaczonym na mapie topograficznej jako „Kamka” (obecna nazwa lokalna „Wiśnia”, od wielowiekowej wiśni). Po przeniesieniu osady na obecne miejsce teren ten pozostawał miejscem wotywnym, nie wiadomo jak długo. Datowanie pierwszego grobu na obecnym miejscu osady (1812 r.) – wskazuje na ostatnią wielką epidemię dżumy z 1795 r. jako możliwy konkretny motyw przeprowadzki.
W 1964 r. we wsi nie było więcej niż 70 osób. We wsi znajdowały się 23 domy i 64 mieszkańców. Dzieci uczęszczały do szkoły: codziennie 5 km pieszo do szkoły w Blaskovtsi i jeszcze więcej w drodze powrotnej. Po latach sześćdziesiątych XX wieku okolica powoli się wyludniała. Na przeciwległym wzgórzu w dolinie rzeki Elenskiej znajduje się wieś Mzhzlevtsi, która została opuszczona i w latach 60. XX wieku zniszczona jako osada. 
W swojej książce „Elenski letopis” z 2001 roku dokumentalista Hristo Stanev napisał: „Naród bałkański żył w nędzy i przeciwnościach losu, dzielnie znosił próby trudnych warunków naturalnych, ale posiadał ducha wolnej woli i nieustępliwego. Często brakowało im chleba i pieniędzy, więc tułali się, ale bez duchowości, bez kościołów, szkół i domów kultury, zostali…”.
Z rodziny Durlevi od 2003 r. znanych jest około 560 osób